# Europarlamentari della Romania della VII legislatura
Gli europarlamentari della Romania della VII legislatura, eletti in occasione delle elezioni europee del 2009, sono stati i seguenti.

## Composizione storica
| Europarlamentare          | Lista                                 | Gruppo |
| ------------------------- | ------------------------------------- | ------ |
| Elena Oana Antonescu      | Partito Democratico Liberale          | PPE    |
| Elena Băsescu             | Partito Democratico Liberale          | PPE    |
| George Becali             | Partito Grande Romania                | NI     |
| Sebastian Valentin Bodu   | Partito Democratico Liberale          | PPE    |
| Victor Boștinaru          | Partito Social Democratico            | S&D    |
| Cristian-Silviu Bușoi     | Partito Nazionale Liberale            | ALDE   |
| Corina Crețu              | Partito Social Democratico            | S&D    |
| George Sabin Cutaș        | Partito Conservatore                  | S&D    |
| Viorica Dăncilă           | Partito Social Democratico            | S&D    |
| Ioan Enciu                | Partito Social Democratico            | S&D    |
| Cătălin Sorin Ivan        | Partito Social Democratico            | S&D    |
| Petru Constantin Luhan    | Partito Democratico Liberale          | PPE    |
| Monica Macovei            | Partito Democratico Liberale          | PPE    |
| Ramona Nicole Mănescu     | Partito Nazionale Liberale            | ALDE   |
| Marian-Jean Marinescu     | Partito Democratico Liberale          | PPE    |
| Iosif Matula              | Partito Democratico Liberale          | PPE    |
| Norica Nicolai            | Partito Nazionale Liberale            | ALDE   |
| Rareș-Lucian Niculescu    | Partito Democratico Liberale          | PPE    |
| Ioan Mircea Pașcu         | Partito Social Democratico            | S&D    |
| Rovana Plumb              | Partito Social Democratico            | S&D    |
| Cristian Dan Preda        | Partito Democratico Liberale          | PPE    |
| Daciana Octavia Sârbu     | Partito Social Democratico            | S&D    |
| Adrian Severin            | Partito Social Democratico            | S&D    |
| Csaba Sógor               | Unione Democratica Magiara di Romania | PPE    |
| Theodor Dumitru Stolojan  | Partito Democratico Liberale          | PPE    |
| Claudiu Ciprian Tănăsescu | Partito Grande Romania                | NI     |
| Silvia-Adriana Țicău      | Partito Social Democratico            | S&D    |
| László Tőkés              | Unione Democratica Magiara di Romania | PPE    |
| Traian Ungureanu          | Partito Democratico Liberale          | PPE    |
| Corneliu Vadim Tudor      | Partito Grande Romania                | NI     |
| Adina-Ioana Vălean        | Partito Nazionale Liberale            | ALDE   |
| Renate Weber              | Partito Nazionale Liberale            | ALDE   |
| Iuliu Winkler             | Unione Democratica Magiara di Romania | PPE    |

## Modifiche intervenute

### Partito Social Democratico
- In data 18.05.2012 a Rovana Plumb (nominata ministro dell'ambiente nel governo Ponta I) subentra Minodora Cliveti[3].

### Partito Nazionale Liberale
- In data 04.09.2013 a Cristian Silviu Bușoi (nominato direttore della Cassa sanitaria nazionale nel giugno 2013) subentra Eduard-Raul Hellvig [4].
- In data 04.09.2013 a Ramona Mănescu (nominata ministro dei trasporti nel governo Ponta II) subentra Ovidiu Ioan Silaghi [5].
- In data 11.06.2014 a Ovidiu Ioan Silaghi (eletto alla Camera) subentra Roberto Dietrich[6].

### Partito Grande Romania
- In data 09.01.2013 a George Becali (eletto alla Camera dei deputati in occasione delle elezioni parlamentari del 2012) subentra Dan Dumitru Zamfirescu [7].

### Modifiche intervenute nella rappresentanza dei partiti nazionali e nella composizione dei gruppi
- In data 15.03.2014 Sebastian Valentin Bodu (PD-L) aderisce al Partito Nazionale Contadino Cristiano Democratico[8][9].
- In data 21.01.2014 László Tőkés (UDMR) lascia il partito divenendo indipendente e affiliandosi, successivamente, al partito ungherese Fidesz[10].
- In data 09.12.2013 Cristian Dan Preda (PD-L) lascia il partito; in data 03.02.2014 aderisce al Partito del Movimento Popolare[11][12].
- In data 23.03.2011 Adrian Severin è espulso da S&D e passa al gruppo NI[13][14].
- In data 15.11.2010 Claudiu Ciprian Tănăsescu (PRM) aderisce al PSD; contestualmente, lascia il gruppo NI per iscriversi a S&D[15].

## Tabelle di sintesi

### Gruppi parlamentari europei
Di seguito tabella riassuntiva del numero dei mandati suddivisi per gruppo parlamentare ad inizio e fine legislatura e al 1º gennaio di ogni anno.
| Gruppo parlamentare | Gruppo parlamentare                                              | Gruppo parlamentare | Inizio Leg. | 2010 | 2011 | 2012 | 2013 | 2014 | Fine Leg. |
| ------------------- | ---------------------------------------------------------------- | ------------------- | ----------- | ---- | ---- | ---- | ---- | ---- | --------- |
|                     | Alleanza Progressista dei Socialisti e dei Democratici           | S&D                 | 11          | 11   | 12   | 11   | 11   | 11   | 11        |
|                     | Gruppo del Partito Popolare Europeo                              | PPE                 | 14          | 14   | 14   | 14   | 14   | 14   | 14        |
|                     | Gruppo dell'Alleanza dei Democratici e dei Liberali per l'Europa | ALDE                | 5           | 5    | 5    | 5    | 5    | 5    | 5         |
|                     | Non iscritti                                                     | NI                  | 3           | 3    | 2    | 3    | 3    | 3    | 3         |

### Partiti rumeni
Di seguito tabella riassuntiva del numero dei mandati suddivisi per partito politico ad inizio e fine legislatura e al 1º gennaio di ogni anno.
| Partito | Partito                                   | Partito | Inizio Leg. | 2010 | 2011 | 2012 | 2013 | 2014 | Fine Leg. |
| ------- | ----------------------------------------- | ------- | ----------- | ---- | ---- | ---- | ---- | ---- | --------- |
|         | Social Democratico                        | PSD     | 10          | 10   | 11   | 11   | 11   | 11   | 11        |
|         | Nazionale Liberale                        | PNL     | 5           | 5    | 5    | 5    | 5    | 5    | 5         |
|         | Democratico Liberale                      | PD-L    | 11          | 11   | 11   | 11   | 11   | 10   | 9         |
|         | Grande Romania                            | PRM     | 3           | 3    | 2    | 2    | 2    | 2    | 2         |
|         | Unione Democratica Magiara di Romania     | UDMR    | 3           | 3    | 3    | 3    | 3    | 3    | 2         |
|         | Conservatore                              | PC      | 1           | 1    | 1    | 1    | 1    | 1    | 1         |
|         | Movimento Popolare                        | PMP     | -           | -    | -    | -    | -    | -    | 1         |
|         | Nazionale Contadino Cristiano Democratico | PNȚCD   | -           | -    | -    | -    | -    | -    | 1         |
|         | Indipendenti                              | Ind.    | -           | -    | -    | -    | -    | 1    | 1         |